# 国見トンネル (国見道路)
国見トンネル（くにみトンネル）は、佐賀県伊万里市から長崎県佐世保市の間の国見道路（国道498号バイパス）にあるトンネル。
開通時は佐賀県道路公社と長崎県道路公社により国見有料道路の一部として管理されていたが、2007年（平成19年）の同道路無料開放に伴い、現在は一般国道498号の一部として維持管理されている。

## 概要
伊万里市と佐世保市の間を短絡して結ぶルートとしてあった栗ノ木峠（標高634 m）経由の長崎県道・佐賀県道3号佐世保伊万里線（1993年（平成5年）に国道498号に昇格）における急カーブなどの隘路解消を目的として建設された国見有料道路（開通時）の一部として建設された。
- 延長：955m
- 2車線

## 歴史
- 1977年（昭和52年）11月30日 - 供用開始。
- 2007年（平成19年）11月30日 - 償還完了に伴い国見道路が無料開放される。